# Apatania copiosa
Apatania copiosa là một loài Trichoptera trong họ Apataniidae. Chúng phân bố ở miền Cổ bắc.